# Edward Soja
Edward Soja (Nueva York 1940 - Los Ángeles 2015) fue un geógrafo e inventor estadounidense. 

## Biografía
Hijo de una familia de inmigrantes polacos. En 1960 realizó trabajo de campo en Kenia sobre métodos de planificación urbana. Se especializó en la geografía urbana y las relaciones entre las teorías sociales, económicas y espaciales; también trabajó con la justicia social en el espacio. Fue profesor en la Universidad de Los Ángeles (UCLA) desde 1972, Doctor de la Universidad de Syracuse en 1967. En 2013 recibió un reconocimiento de la Asociación de Geógrafos Americanos. En 2015 recibió el Premio Vautrin Lud. Sus trabajos fueron publicados por varias universidades estadounidenses. 
Perteneció a la LA School, una escuela de crítica urbana y estudios regionales conformada por un grupo de investigadores neomarxistas de los departamentos de Urban Planning y Geography de la UCLA.

## Obras
- Postmodern Geographies (1989)

- Thirdspace: Journeys to Los Angeles and Other Real-and-Imagined Places (1996).
- Postmetropolis. Critical studies of cities and regions (2000). Oxford: Blackwell Publishers.
- Con Núria Benach, Abel Albet Edward W. Soja: la perspectiva postmoderna de un geógrafo radical (2010)
- My Los Angeles: From Urban Restructuring to Regional Urbanization (2013)
- Seeking Spatial Justice (2013)